# Оман лучний
Оман лучний, оман британський, оман заболоточний, оман луковий, оман пилчастий (Inula britannica) — вид рослин з родини айстрових (Asteraceae), поширений у більшій частині Євразії.

## Опис
Багаторічна трав'яниста рослина 10–80 см заввишки. Має тонке косо повзуче кореневище. Вся рослина сіро-зелена, запушена, тонко-шерстистого-повстяна. Верхні стеблові листки з серцеподібною стеблоохопною основою, нерідко з вушками. Зовнішні та внутрішні листочки обгортки майже однакової довжини. Листки чергові, цілісні, сидячі; базальні пластини ланцетні, (3)6–7 см × 8–20(30) мм; стеблові — ланцетно-еліптичні до ланцетно-лінійні, 2–5+ см × 5–12(20) мм, зверху голі або розсіяно волосисті, зісподу густіше вкриті прилеглими довгими тонкими білими волосками і, крім того, дрібними жовтими залозками. Квітки блідо-жовті, зібрані в 1–8 (2,5–3 см у діаметрі) кошиків, що утворюють на верхівці стебла нещільне щиткоподібне суцвіття, крайові язичкові квітки — жіночі, голі, гладенькі, на верхівці — три зубчасті, серединні — двостатеві, трубчасті. 2n = 16, 32. Цвіте у червні — вересні. Плід — сім'янка.

## Хімічний склад
Кореневища і корені оману лучного (британського) містять інулін (30-40%), алкалоїди (0,063-0,075%), ефірну олію (до 3%), до складу якої входять алантолактон, незначна кількість ізоалантолактону і деякі інші сполуки. У листі оману є ефірна олія, флавоноїди, каротин, дубильні речовини, британін та інші сесквітерпенові лактони й аскорбінова кислота (до 45 мг %).

## Поширення
Поширений у більшій частині Євразії; натуралізований на сході Канади й США.
В Україні вид зростає в сирих місцях, на луках, берегах річок, а також як бур'ян по полях — на всій території, але в Криму рідше, відсутня в високогір'ях Карпат і Криму. Лікарська рослина.

## Використання
Лікарська рослина, неофіцина́льна . Фармакологічні властивості і показання до призначення препаратів з підземних органів оману лучного (британського) і оману високого збігаються, проте перевагу треба віддавати оману високому, препарати якого мають більше виражений терапевтичний ефект.
Настій із листя оману лучного (британського) дають усередину при скрофульозі, ревматизмі й радикуліті, від кашлю, як спазмолітичний засіб при шлунково-кишкових захворюваннях, зокрема при гастралгії, коліках і проносі, як послаблюючий засіб при геморої та як засіб, що має потогінні, відхаркувальні й сечогінні властивості.
Зовнішньо, як антибактеріальний і в'яжучий засіб, настій листя використовують у вигляді компресів, примочок, обмивань і полоскань при гнійних ранах, виразках, лишаях і хворобах горла.
Свіже потовчене листя прикладають до виразок, гнійних ран і ран, що кровоточать.
! Не можна використовувати при алергії, будь-яких тяжких захворюваннях внутрішніх органів, гастриті, гіпотонії, вагітності, ПМС.

## Заготівля і зберігання
Для виготовлення ліків використовують кореневище з корінням (див. статтю Оман високий) і листя оману. Збирають листя під час цвітіння рослини і сушать у затінку на відкритому повітрі або в добре провітрюваному приміщенні. Почорнілі листки і листки з плямами викидають.

## Галерея

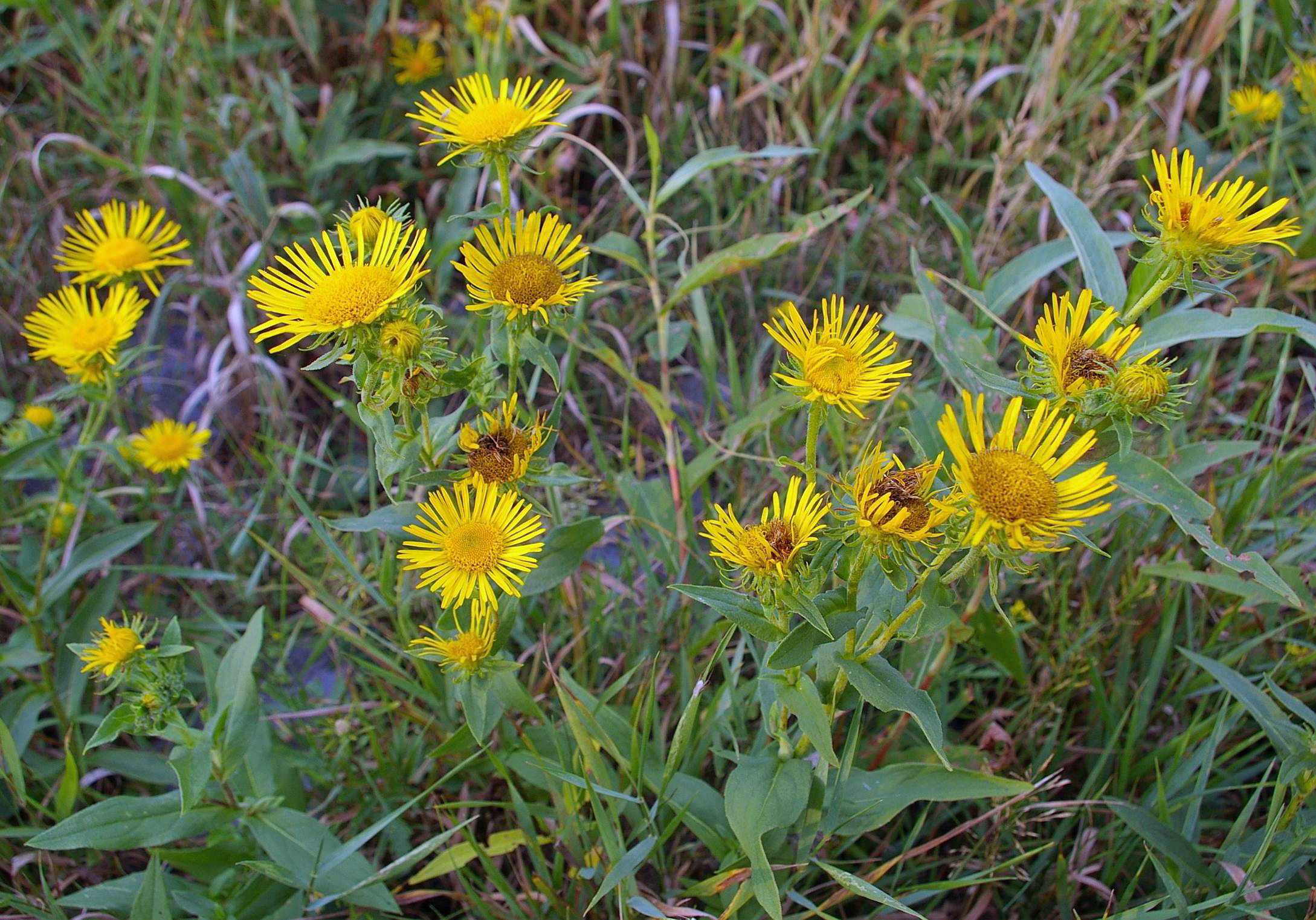
рослина в середовищі проживання
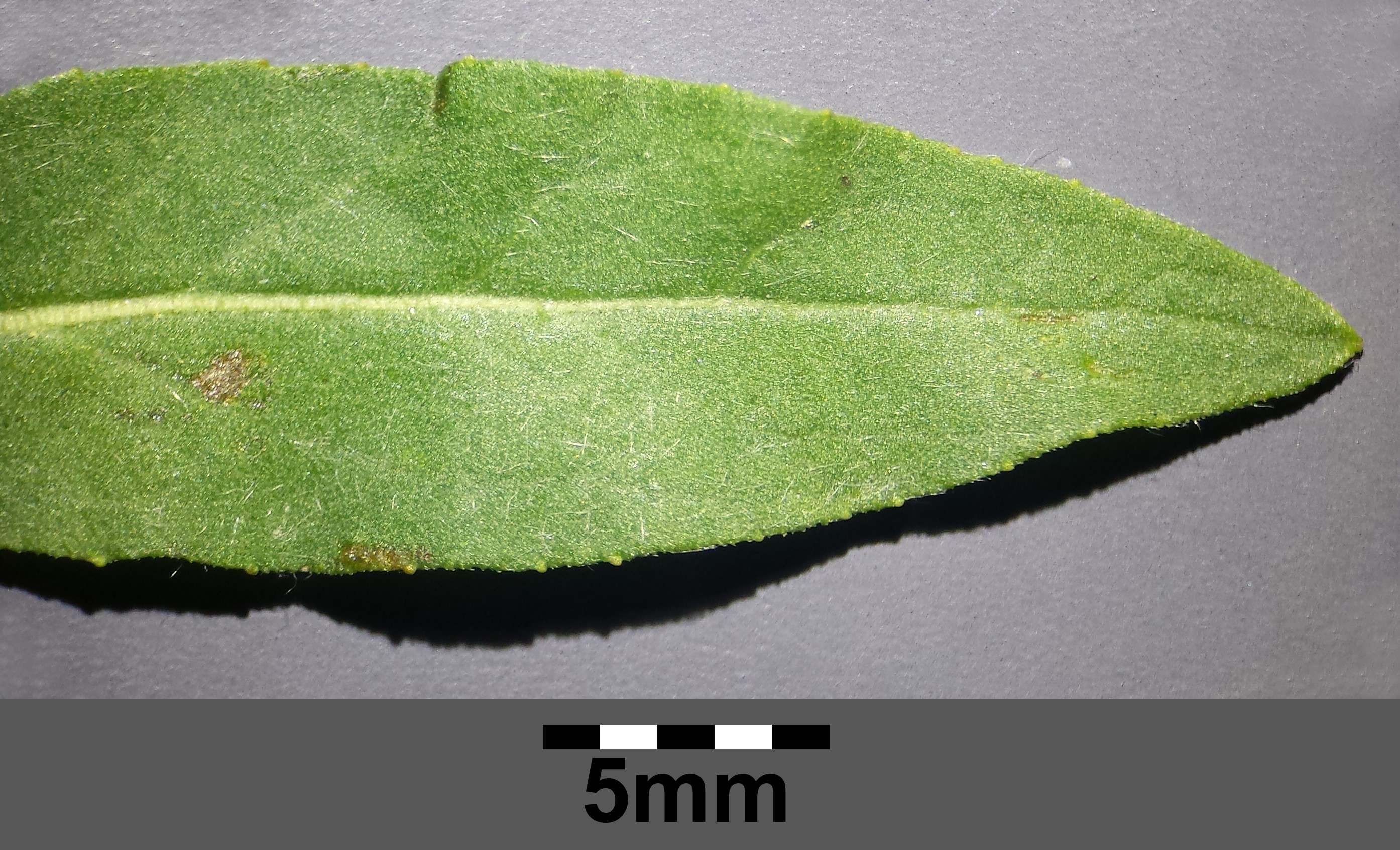
листок (верх)
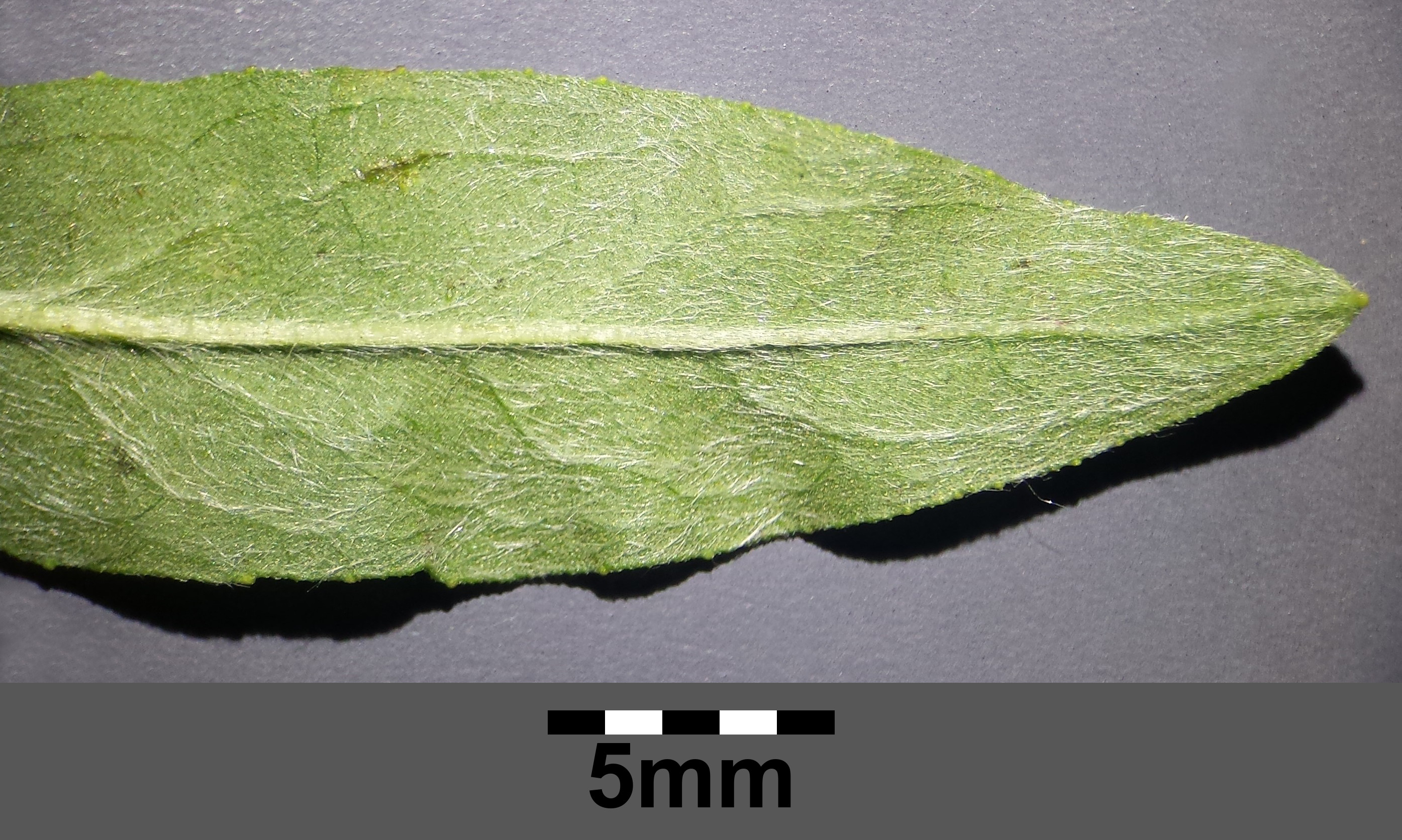
листок (низ)
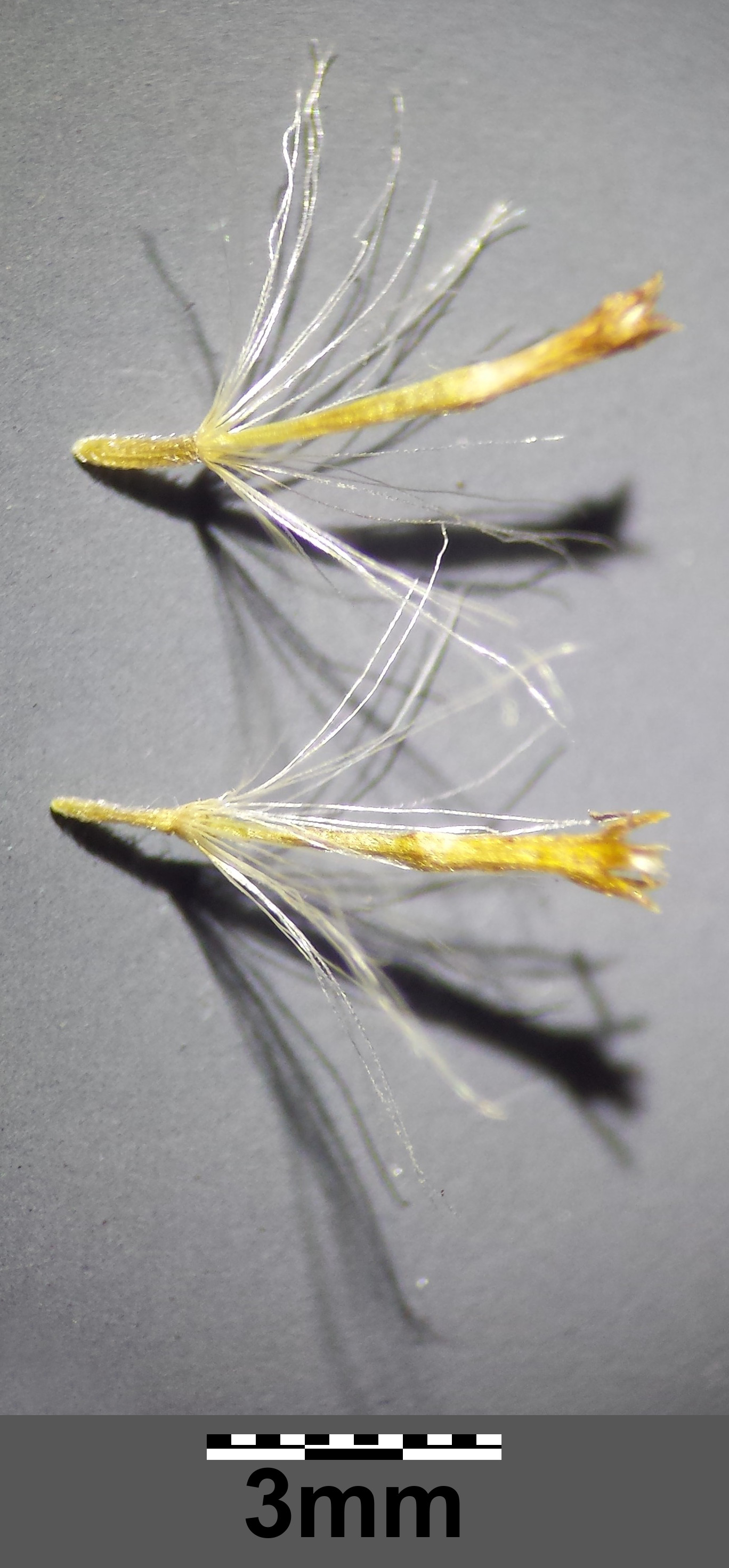
плоди
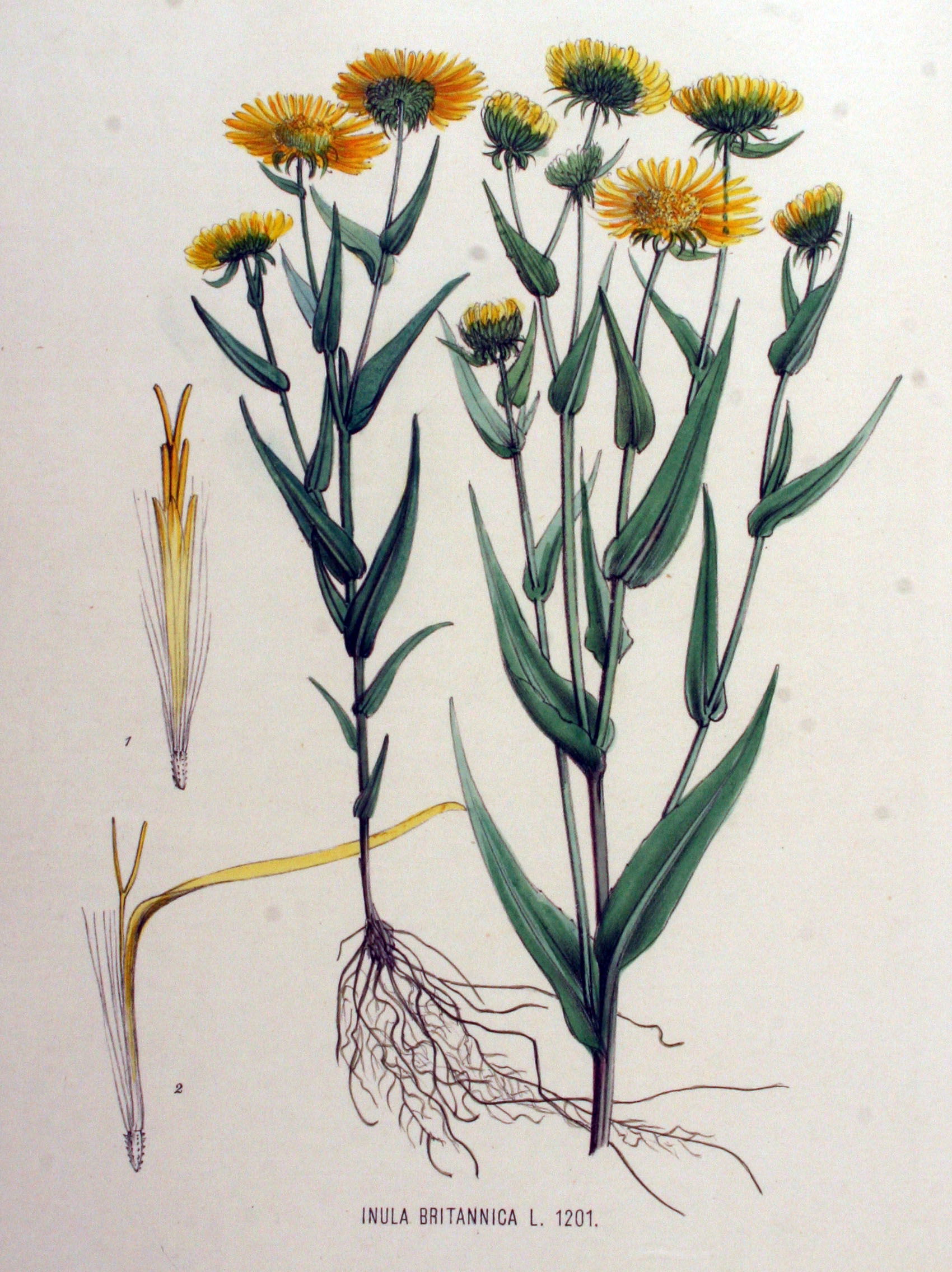
ілюстрація